# イサパ

イサパ及びメキシコ南部・グアテマラ太平洋岸斜面の先古典期の遺跡の位置

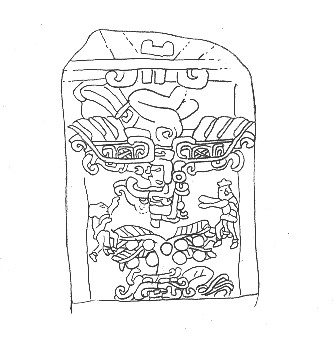
イサパ石碑2号

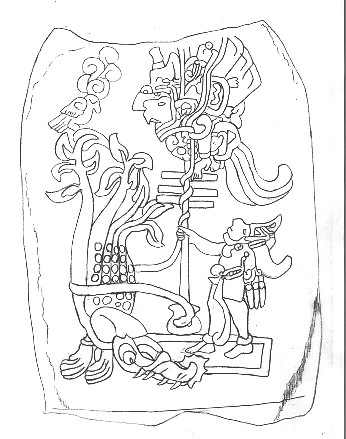
イサパ石碑25号

イサパ（izapa）は、グアテマラとの国境に近いメキシコ、チャパス州タパチュラの東近郊、メキシコシティからは、南東約840kmに位置する丘陵にある先古典期後期の遺跡でイサパ文化、イサパ様式の標式遺跡。チャパス高地の太平洋岸斜面に立地する。マヤ低地における文明の典型と考えられている特徴をいくつか備えている遺跡である。

## 概要
東西1km、南北2kmの間に、大小80の表面に川原石を張ったマウンドが、中庭や広場を囲んで配置されていて、マウンドの周囲に石碑、祭壇、その他の石彫が建てられている。イサパは、イサパ様式という曲線的な浮き彫りの表現で、木、鳥、動物、怪物、怪人を描いた「逸話的、寓話的」場面を刻んだ石碑とガマの形状をした祭壇などに組み合わせで知られる。なかには、後のキチェ族の神話である『ポポル・ヴフ』の場面を想起させるような物語的な図柄を特徴とするものも見られる。石彫の中には、長唇の神の姿を刻んだものがあり、これは研究者たちの図像研究によってオルメカのジャガー神とマヤの雨神チャックの中間の形ではないかと考えられている。また、エル・バウル(El Baul)石碑1号やアバフ・タカリク(Abaj Takalik)石碑5号に見られるように点と棒による長期暦の表記も早い時期から現れる。このような特徴から時期的、地理的にもオルメカとマヤの中間点に位置することからオルメカとマヤを結ぶ文化として注目されてきた。しかし、イサパ様式について統計的に把握しようとしたバージニア・スミスは、イサパ遺跡自体の石碑にはこういった明確な日付けを刻んだ銘文がみられないこと、また古典期直前を特徴づける服装をした人物が刻まれていないこと、イサパ様式とされてきた遺跡の石彫12本を比較した場合、イサパ様式の54の要素とされたもののうち、29しか見られないこと、イサパ様式とは異なる6つの要素がみられるなどから、イサパの年代は紀元前200年 - 同50年頃に限定されるだろうという研究成果を発表した。イサパ様式に代表されるイサパ文化の影響は、チャパス州、グアテマラ南部の高地や太平洋岸、さらにメキシコ湾岸のベラクルス州南部に及んでいると考えられてきたが、イサパ遺跡自体の長期暦の日付けを刻んだ石碑の欠如から、イサパ文化の担い手は、ベラクルス州南部に住むミヘーやソケーの人々とは、直接関係はなく、その意義についても、一時期の地方的なものではないかと限定的にとらえる方向に傾きつつある。